# Rose Kayi Mivedor
Rose Kayi Mivedor est une juriste de nationalité togolaise. Elle est l'actuelle ministre du Commerce, de l’artisanat et de la consommation locale dans le gouvernement de la Première ministre Tomegah Dogbé depuis septembre 2023.

## Biographie
Titulaire d'un diplôme supérieur en administration des entreprises de l’Institut d’administration des entreprises (IAE) de Paris I Panthéon Sorbonne, en France, elle revient en 1996 pour travailler à Orabank (ancienne société nouvelle d’investissement, SNI) en qualité d’assistante juridique,.

## Parcours professionnel
En 2006, Rose Kayi Mivedor devient directrice des risques à la banque Atlantique Togo,, puis directrice exploitation,.
En 2012, elle intègre Diamond Bank en qualité de directrice nationale. En 2016, elle est directrice ajointe de Orabank Togo, puis de la filiale gabonaise en 2018, poste qu'elle quitte en 2020.

## Parcours politique
En novembre 2020 Rose Kayi Mivédor est nommée ministre de la Promotion de l’investissement. Le 8 septembre 2023,elle devient ministre du Commerce, de l’artisanat et de la consommation locale .

## Distinctions
- Officier de l'ordre du Mono (2017)[2]